# Ямпільський консервний завод
Ямпільський консервний завод — підприємство харчової промисловості у місті Ямпіль, Вінницька область, Україна.

## Історія
Невеликий консервний завод в райцентрі Ямпіль був створений в 1920-ті роки, після утворення Ямпільського району та в 1926 році, разом з Ямпільським маслозаводом, був основним підприємством місцевої переробної промисловості.
17 липня 1941 року, під час Німецько-радянської війни, Ямпіль окупований німецько-румунськими військами і включений до складу Трансністрії, 17 березня 1944 року - місто зайняли радянські війська. При відступі німецькі війська розграбували і повністю зруйнували маслозавод, однак до кінця 1944 року він відновив роботу.
Виробничий план на 1950 рік завод виконав на 160 відсотків. У 1950-ті почалася масштабна програма озеленення райцентру, на вулицях і на околицях райцентру були висаджені десятки тисяч декоративних і плодових дерев (тільки в парковій зоні біля річки Дністер було висаджено по одному дереву на кожного жителя).
У зв'язку зі збільшенням кількості плодових дерев, на початку семирічки колгосп імені Суворова був перетворений в садово-виноробний радгосп. Надалі, в зв'язку з розширенням асортименту продукції, плодоконсервний завод був перейменований в Ямпільський консервний завод.
Станом на початок 1972 року завод випускав овочеві консерви, м'ясні консерви і фруктові компоти в скляних банках, які продавалися на всій території СРСР.
Загалом, за радянських часів завод входив до числа найбільших підприємств райцентру.
Після проголошення незалежності України завод перейшов у відання Державного комітету харчової промисловості України.
У липні 1995 року Кабінет міністрів України затвердив рішення про приватизацію заводу. Надалі державне підприємство було перетворено у відкрите акціонерне товариство.

## Діяльність
Завод виробляє фруктові і овочеві консерви, а також фруктові і овочеві соки.